# 岡崎市民会館
岡崎市民会館（おかざきしみんかいかん）は、愛知県岡崎市六供町にある公共の文化施設。

## 歴史・沿革

### 概要・概説

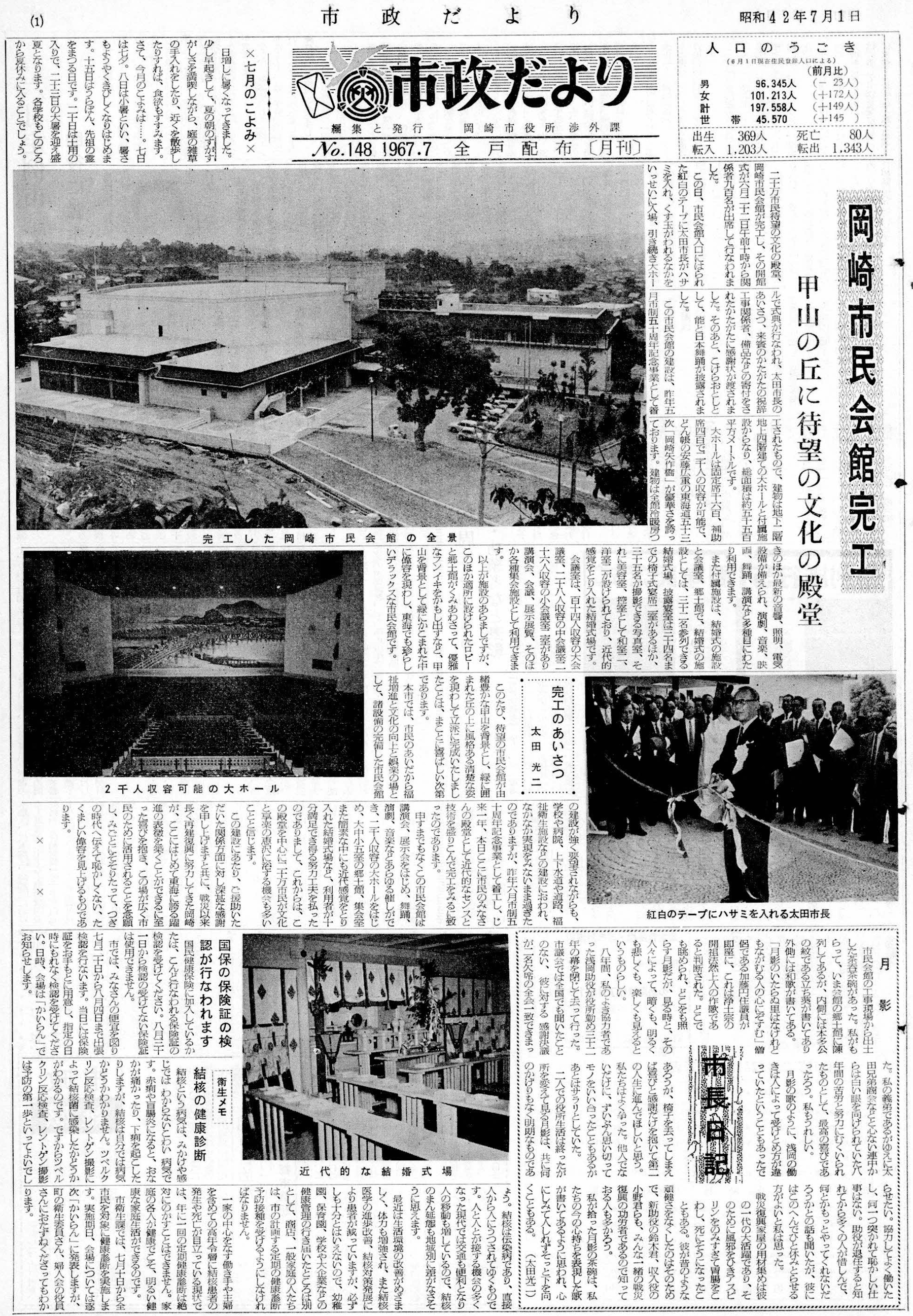
市民会館完成を告げる岡崎市の広報紙（1967年（昭和42年）7月1日発行）

岡崎市民会館がある六供町出崎の敷地は戦前、岡崎市立高等女学校（現・愛知県立岡崎北高等学校）の校地として利用されていた。1929年（昭和4年）5月に旧甲山会館の前身となる講堂が建設された。講堂は岡崎空襲で焼失したが、戦後に建て直された。1955年（昭和30年）、岡崎北高等学校は石神町に移転。それからは愛知県立岡崎商業高等学校の校舎として利用された。1962年（昭和37年）、同校は栄町に移転。同年12月4日、校舎の一部が岡崎市立図書館となった。
岡崎市には文化活動ができる市民の集会場がなかったことから、音楽や演劇の愛好家団体などから市民会館建設の要望が高まり、中部日本新聞社は「市民会館建設促進会議」を開設した。市は岡崎商業高校の旧講堂を改装してとりあえず市民会館の代用としてあてることを決め、1963年（昭和38年）6月から工事に入った。同年11月11日、改装された旧講堂は「甲山会館」としてオープンした。
現在の市民会館は1967年（昭和42年）6月22日、岡崎市制50周年記念事業の一環として作られた。改修前の客席数は1,556席。400席の補助席を含めると2,000人を収容できる大ホールは、岡崎市では初となる1,000人以上を収容できるホールだった。また結婚式場などの用に供するパーティ室があった。

### 改修への歩み
2003年（平成15年）3月、岡崎市は「岡崎将来ビジョン」を策定。10カ年計画以後の将来構想に、「市民会館とせきれいホールの老朽化による代替施設として、『新文化会館』を東岡崎駅前に建設する」と記載した。
2009年（平成21年）3月、市は同会館を廃止して新しい文化会館を建設する計画の基本構想を発表した。
2011年（平成23年）9月1日、市は同年12月末で営業を終了する康生通西3丁目の商業施設「セルビ」の跡地を新文化会館の用地として取得する意向を発表。
2012年（平成24年）6月26日、市議会6月定例会において、株式会社セントラルパークビルが所有する「セルビ」跡地約6,153平方メートルを9億5,600万円で取得する議案が可決される
。
しかし建設には多額の市費が必要になること、また、公共建築物の目標耐用年数を80年とする市の基本方針が出されたことなどから、同年12月20日、岡崎市は改修によって長寿命化することを決定した。
2013年（平成25年）、セルビは解体され、同年11月28日に市は跡地の引き渡しを受けた。
2015年（平成27年）9月1日からつり天井の撤去、いすの拡幅などの工事を開始。
2016年（平成28年）8月22日、公募により愛称が「あおいホール」に決まったことが発表された。市民会館から南へ下る道路の歩道が市民会館南交差点の手前で途切れていたため、安全を確保するために交差点北東角地を取得し、歩道を整備した。同年10月1日、リニューアルオープン。座席は1,100席と400席余り削減した一方、椅子の横幅と前後のスペースを広げてゆとりを持たせた。ホールの舞台も拡張された。改修費は約33億8,400万円。延床面積は9,763m²。
休館日は、第1・第3月曜日（ただし、月曜日が祝日の場合は翌日以降の最初の休日でない日）、12月29日～1月3日。

## ギャラリー
- 敷地内にある甲山会館
- 甲山（かぶとやま）にある甲山閣
- 六供町の甲山（かぶとやま）。甲山古墳としても知られ、第1号墳が1972年7月5日に市の文化財に指定されている[16]。
- 2016年10月1日にリニューアルオープンした市民会館
- 改修工事に伴い、歩道を拡張した市民会館南交差点付近

## 施設の内容

### 市民会館
2015年（平成27年）8月31日現在の区分
| 区分              | 定員    | 面積       |
| ----------------- | ------- | ---------- |
| ホール            | 1,556人 | 2501.76 m2 |
| リハーサル室1号室 | 120人   | 210.01 m2  |
| リハーサル室2号室 | 72人    | 138.88 m2  |
| パーティー室      | 60人    | 94.00 m2   |
| 控室（洋室）      | 29人    | 20.00 m2   |
| 控室（和室）      | 12人    | 19.44 m2   |
| 集会室1号室       | 126人   | 157.44 m2  |
| 集会室2号室       | 28人    | 52.48 m2   |
| 集会室3号室       | 16人    | 33.28 m2   |
| 集会室4号室       | 16人    | 33.28 m2   |
| 集会室5号室       | 28人    | 51.20 m2   |

### 甲山会館
1987年（昭和62年）12月16日、市制70周年記念事業の一環として敷地内に新しい甲山会館（こうざんかいかん）が新築された。12月22日にオープン。こちらは中小のイベントに適した300名収容可能な小ホールである。建設時にリハーサル棟を増築するとともに、駐車場も整備された。
市民会館と同じく2015年（平成27年）9月1日から大規模な改修に入った。
屋根や外壁の修繕、舞台設備の更新など、大規模な改修工事を行うため、2022年（令和4年）9月から2023年（令和5年）3月まで半年間休館する予定。

### 甲山閣
甲山閣（こうざんかく）は、甲山の中腹、六供町甲越6番地21に位置する集会施設である。
旧甲山閣は1926年（大正15年）に資産家の別荘として建てられた。1933年（昭和8年）、持ち主で名古屋市在住の大嶽久治郎が市に寄贈した。木造2階建てで、延べ面積243平方メートル。2階のふすまには武将の絵が描かれ、階段がタンスになっていた。
1959年（昭和34年）の伊勢湾台風以後傷みがひどくなり、土台が腐食し、2階の柱も徐々に傾いていった。このため貸し出しは1階の10畳の部屋2室に限られるようになった。
1985年（昭和60年）秋に取り壊され、新しい甲山閣は1986年（昭和61年）7月22日にオープンした。外観はほぼ変わらないが、延べ面積は429平方メールと広くなった。敷地も買い増しして、1,723平方メートルになった。15畳の和室が2つ、10畳の和室が1つ、8畳の和室が4つ、計7つの和室の集会室があり、庭園もある。総事業費は1億6,600万円。主体・外構工事は村井建設（六供町）が請け負った。
甲山閣は2015年（平成27年）の改修工事の対象とはならなかった。

## アクセス

### 公共交通機関
- 名鉄バス「籠田公園前」バス停より徒歩で約5分。
- 名鉄名古屋本線「東岡崎駅」より徒歩で約25分。

### 自家用車
- 駐車場の収容数は265台[21]。
- 210台を収容する岡崎市営篭田地下駐車場から徒歩で約5分。